# Jan Cobbaert
Jan Cobbaert (Heverlee, 24 de junio de 1909 – 3 de octubre de 1995) fue un pintor, escultor, dibujante y ceramista belga, que practicó diversas artesanías (hierro forjado, grabado en madera y placa de vidrio).
Nació en Heverlee el 24 de junio, en 1909. Hijo de familia rica, vivió en Korbeek-Lo, cerca de Lovaina. Una vez a la semana, siguió las clases de cerámica en el taller de Jacques Charlier (1899 - 1964) e ingresa en la Academia de Bellas Artes. Después de su educación secundaria se da cuenta de que quiere seguir con el arte. Cobbaert inicia estudios de historia del arte durante sus primeros años en la de la Universidad Católica de Lovaina.  Luego estudió en el Instituto Superior de Arqueología e Historia del Arte en Bruselas. Después de estos estudios, trabaja como cadete en el negocio de zapatos de su padre. Entre tanto, pintó sus primeras obras y, alternando con sus clases en la Real Academia de Bellas Artes de Bruselas. En Bruselas, entró en contacto con el expresionismo flamenco y descubre los grandes expresionistas de la segunda Escuela Latemse, como Gust De Smet (1877 - 1943) y Constant Permeke (1886 a 1952).
En 1937 recibió el primer Premio Internacional de Roma; a causa de ello, su obra se presenta en el ayuntamiento de Lovaina, en lo que sería su primera exposición. En 1939 recibió una subvención estatal, para viajar a Italia, Alemania y Francia y estudiar el arte antiguo. Su carrera consigue dar un nuevo giro, pero a causa de la guerra en Italia, regresó a Bélgica.

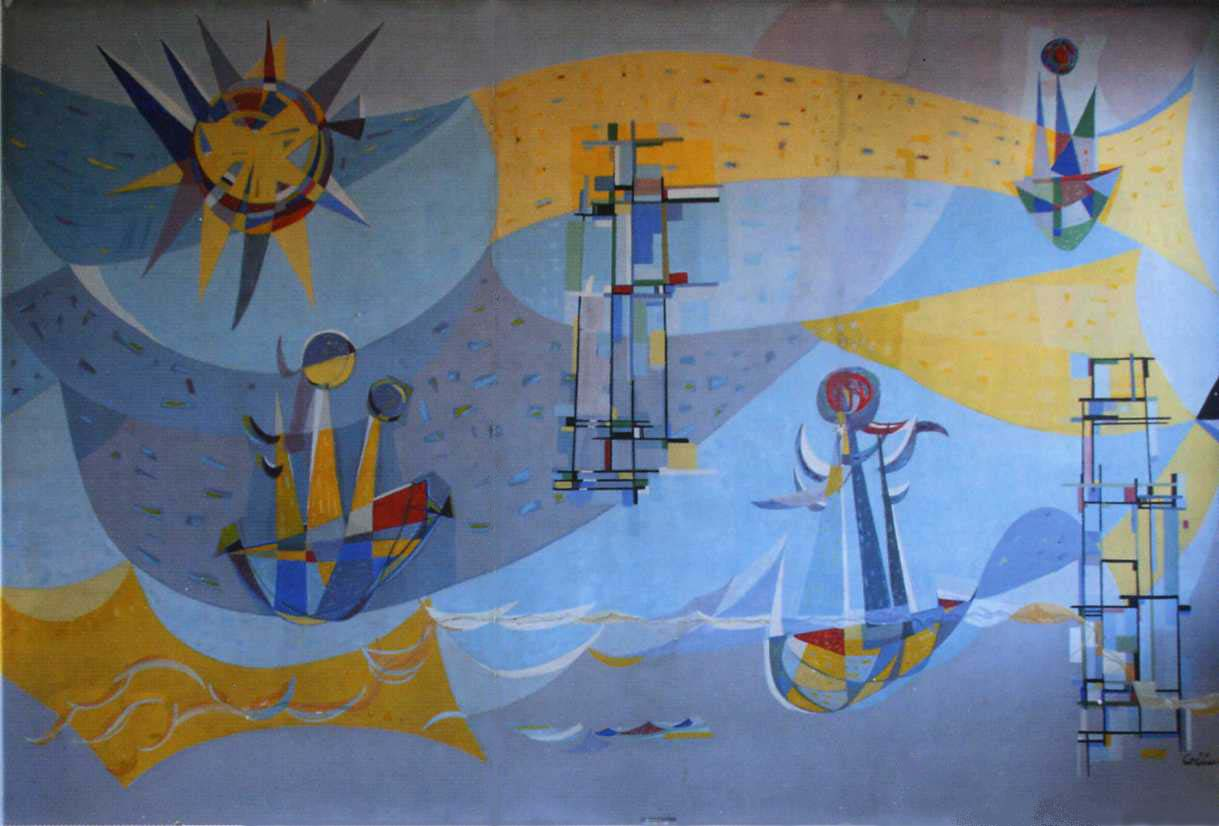
Fresco de Jan Cobbaert en Zwembad Lovaina.

Desde octubre de 1944 fue profesor en la Academia de Lovaina. Mientras tanto, conoce a José Beeckman, con quien se casaría más tarde. Tuvieron dos hijos y la familia se estableció en Kessel-Lo. Es en el mundo confiado de la familia donde encuentra su principal fuente de inspiración. La pérdida de su esposa y de su hijo Marc en 1958 paralizó su actividad unos años, hasta que conoce a Vika Lambert, con quien se casaría poco después.
Su obra incluye varios componentes de movimientos artísticos como la referida segunda Escuela Latemse, pero su trabajo está determinado por profundas raíces en la artesanía y por los acontecimientos de su vida. La muerte de su hijo juega un papel importante. Así, parece sumergirse en el mundo de los sueños de los niños buscando mantener la unión con su hijo. Alrededor de 1950 entró en contacto con el movimiento Cobra, en el que sin embargo no está oficialmente incluido. 
Además de en su país, tiene obra en Noruega, Luxemburgo, Dinamarca y Alemania. 